# Ranchette Estates
Ranchette Estates è un census-designated place (CDP) della contea di Willacy, Texas, Stati Uniti. La popolazione era di 152 abitanti al censimento del 2010.

## Geografia fisica
Secondo lo United States Census Bureau, ha un'area totale di 0,60 mi² (1,55 km²).

## Società

### Evoluzione demografica
Secondo il censimento del 2010, la popolazione era di 152 abitanti.

### Etnie e minoranze straniere
Secondo il censimento del 2010, la composizione etnica del CDP era formata dal 75,0% di bianchi, il 2,6% di afroamericani, lo 0,7% di nativi americani, lo 0,0% di asiatici, lo 0,0% di oceaniani, il 15,8% di altre razze, e il 5,9% di due o più etnie. Ispanici o latinos di qualunque razza erano il 96,1% della popolazione.